# Бекмурзаев, Бекмурза Абдулхакимович
Бекмурза Абдулхакимович Бекмурзаев (16 июня 1950, с. Атланаул, Буйнакский район, Дагестанская АССР, РСФСР, СССР) — российский государственный и политический деятель. Профессиональный дипломат. Имеет дипломатический ранг — Советник 1 класса. Кандидат юридических наук. Министр по национальной политике, делам религий и внешним связям Республики Дагестан (с 2005-2006 и с 2010-2013). По национальности — кумык.

## Биография
Бекмурза Абдулхакимович Бекмурзаев (родился 16 июня 1950 года в с. Атланаул, Буйнакский район, Дагестанская АССР, РСФСР, СССР) — российский государственный и политический деятель, Дипломат. Имеет дипломатический ранг — Советник 1 класса. Кандидат юридических наук. Министр по национальной политике, делам религий и внешним связям Республики Дагестан (2010 - 2013). По национальности — кумык.
С 1968 − 1970 гг. служил в рядах советской Армии.
В 1976 году с отличием окончил Дагестанский государственный университет.
- С 1981 инструктор, а затем и заведующий отделом Буйнакского райкома партии.
- С 1984 директор совхоза «Казанищенский» Буйнакского района.

С 1985 года Бекмурзаев Б.А. работал первым секретарём Ленинского райкома партии.
В 1990 году стал заведующим отделом Дагестанского обкома КПСС. В том же 1990 году с отличием окончил Академию общественных наук при ЦК КПСС, а в 1994 году с отличием окончил — Дипломатическую академию МИД РФ. Владеет английским и арабским языками. С 1994 работает на различных должностях в центральном аппарате МИД РФ, затем на дипломатической работе за рубежом.
С февраля 1997- 2005 гг.  возглавлял Представительство МИД РФ в г. Махачкале.
В 2005 году Бекмурза Бекмурзаев занял пост министра по национальной политике, печати, информации и внешним связям Республики Дагестан. В 2006 г. ушел в отставку.
В 2010 году вновь назначен министром по национальной политике, делам религий и внешним связям Республики Дагестан. В феврале 2013 г. ушел в отставку.
4 сентября 2010 года в Махачкале был совершен теракт в отношении министра Бекмурзаева Б.А. и сопровождавших его лиц. В результате подрыва машины министр получил ранения, он и двое его охранников были доставлены в больницу с ранениями. Водитель погиб на месте. Преступление не раскрыто.
Бекмурза Бекмурзаев является авторитетным специалистом в области национальных, государственно-конфессиональных и международных отношений. Специализация: внутри — государственные и международные вооруженные конфликты и их урегулирование.
Научные труды:
Бекмурзаевым Б. А. опубликованы и изданы семь книг более 230 статей, публикаций и интервью по проблемам национальных, государственно-конфессиональных, международных отношений и безопасности. Автор сериала «Библиотека антитеррора» Махачкала 2012 г. Им изданы 4 тома исследования «Угрозы современности и мир в поисках безопасности». Популярностью у читателей пользуются также его исследования: « Международная безопасность и международное право» 2007 г., «Актуальные проблемы паломничества мусульман и международное право» 2003 г., «Памятка Правила совершения умры и хаджа мусульманами» 2002 г., « Актуальные проблемы современности и журналистика» 2007 г., «Ислам и актуальные проблемы безопасности Юга России» 2011 г.
Награды:
Медаль «За Воинскую Доблесть» 1970 г., Медаль «850-летию г. Москвы» 2005 г., Почетная Грамота МИД РФ «За добросовестное исполнение служебных обязанностей» 1999 г., Награждён именными часами Председателя Правительства РФ В. В. Путина «За отпор вторжению в Дагестан банд международных террористов» 1999 г., В 2000 г. награждён почетной грамотой Госсовета РД «За добросовестное исполнение служебных обязанностей в качестве Представителя МИД РФ в Махачкале».